# Xã Haag, Quận Logan, Bắc Dakota
Xã Haag (tiếng Anh: Haag Township) là một xã thuộc quận Logan, tiểu bang Bắc Dakota, Hoa Kỳ. Năm 2010, dân số của xã này là 25 người.